# Схарбек
Схарбек (нидерл. Schaarbeek, фр. Schaerbeek) — одна из 19 коммун Брюссельского столичного региона в Бельгии.

## История и география
С площадью в 8 км² и численностью населения в 131 548 человек на 1 января 2020 года Схарбек является второй по величине коммуной Большого Брюсселя. Расположен к северу от центральной части города и граничит с коммунами Брюссель, Сен-Жосс-тен-Ноде, Эвер, Волюве-Сен-Ламбер и Волюве-Сен-Пьер.
В прошлом Схарбек был известен прежде всего особым сортом выращиваемой здесь вишни, который бельгийские пивовары использовали для приготовления пива сорта крик.

## Достопримечательности
Центральной осью, пересекающей район Схарбек, является улица Руаяль-Сент-Мари, переходящая в авеню принцессы Елизаветы, упирающейся в вокзал Схарбек. Примерно на середине этой оси находятся такие архитектурные памятники, как Ратуша Схарбека, Церковь Святой Марии и собор Нотр-Дам. В Схарбеке сохранился также квартал, спроектированный в стиле модерн бельгийским архитектором Виктором Орта. Интересен также парк Иосафат, разбитый здесь в 1904 году английский сад с небольшим зоопарком, стадионом, лужайками для игр и установленными здесь в большом количестве статуями мастеров различных эпох. От этого парка открывается вид на Брюссель.
В целом же район застроен жилыми домами блочного типа. Схарбек известен тем, что здесь процентная составляющая турецкого населения наиболее высокая среди всех крупных западноевропейских городов. Сравнительно высока также доля фламандского населения.

## Известные уроженцы и жители
- Алиса из Схарбека (1225—1250) — святая Римско-Католической Церкви.
- Рене Блик (1910—1945) — бельгийский поэт.
- Жан Вергас (1834—1896) — бельгийский живописец, одна из центральных улиц, прилегающих к ратуше названа его именем
- Жак Брель (1929—1978) — бельгийский поэт, бард, актёр и режиссёр.
- Гиель, Эмануэль (1834—1899) — бельгийский поэт.
- Жан Вольдерс (1855–1896) – бельгийский политик.
- Жак Дюваль[фр.] (род. 1952) — бельгийский поэт и певец.
- Махинур Оздемир (р.1982) — первый бельгийский парламентарий, носящий хиджаб.
- Анри Прива-Ливемон (Henri Privat-Livemont, 1861—1936) — бельгийский художник и плакатист, иллюстратор эпохи модерна.
- Жорж Экхоуд (1854—1927) — бельгийский писатель.
- Пьер Кюллифор (1928-1992) — франкоязычный бельгийский художник, создатель комиксов о Смурфиках.

## Города-партнёры
- Хуффализ
- Эль-Хосейма
- Бейоглу
- Викову-де-Сус
- Квебек
- Аньян
- Дардания
- Прерия-Виллидж